# Ligny-en-Brionnais
Ligny-en-Brionnais is een gemeente in het Franse departement Saône-et-Loire (regio Bourgogne-Franche-Comté) en telt 337 inwoners (2004). De plaats maakt deel uit van het arrondissement Charolles.

## Geografie
De oppervlakte van Ligny-en-Brionnais bedraagt 15,7 km², de bevolkingsdichtheid is 21,5 inwoners per km².
De onderstaande kaart toont de ligging van Ligny-en-Brionnais met de belangrijkste infrastructuur en aangrenzende gemeenten.

## Demografie
Onderstaande figuur toont het verloop van het inwonertal (bron: INSEE-tellingen).